# The Country Flapper
The Country Flapper er en amerikansk stumfilm fra 1922 af F. Richard Jones.

## Medvirkende
- Dorothy Gish som Jolanda Whiple
- Glenn Hunter som Nathaniel Huggins
- Tom Douglas som Lemuell Philpotts
- Raymond Hackett som Shipp Jumpp
- Albert Hackett som Hopp Jumpp
- Kathleen Collins